# بمباران راهبردی در جریان جنگ جهانی دوم
بمباران راهبردی در جریان جنگ جهانی دوم به کارزار هوایی اشاره دارد که در برخی از دولت‌های درگیر در جنگ جهانی دوم جهت بمباران هوایی اهداف راهبردی در خاک دشمن در آن درگیر بودند. این اهداف شامل راه‌آهن، بندرها، مناطق غیرنظامی و مناطق صنعتی می‌شدند. این راهبرد معتقد بود پیروزی‌های بزرگ را می‌توان با حمله به زیرساخت‌های صنعتی و سیاسی دشمن به دست آورد.

## بمباران‌های اولیه علیه آلمان
به منظور اجتناب از گرفتار شدن به اقدامات تلافی‌جویانه لوفت‌وافه در اثر واردن آمدن تلفات غیرنظامی به آلمان، عملیات بمب‌افکن‌های بریتانیایی علیه آلمان از روز ۴ سپتامبر سال ۱۹۳۹ با هدف گرفتن کشتی‌های جنگی کریگس‌مارینه در دریای شمال آغاز شد. ناو سنگین ادمیرال شِر و ناو اِمدن نخستین کشتی‌هایی بودند که مورد حمله قرار گرفتند. این و سایر حملات با وارد آوردن خسارت به ناوگان بمب‌افکن‌های بریتانیا به نتیجه خاصی نرسیدند. در همین زمان بریتانیایی‌ها همچنین اقدام به انتشار میلیون‌ها برگه تبلبغاتی به کمک بمب‌افکن‌های خود بر فراز مناطق مسکونی آلمانی کردند. این کار نیز در مواجهه با کاستی‌ها و مشکلات مختلف، با توجه به روحیه بالای حاصل از پیروزی‌های اولیه در میان آلمانی‌ها هیچ اثر مفیدی حاصل ننمود.
نخستین حمله هوایی علیه یک هدف در خاک آلمان شب ۱۹ مارس سال ۱۹۴۰ صورت گرفت. همچنان با اجتناب از هدف گرفتن غیرنظامیان، پنجاه بمب‌افکن ویتلی و همپدن بریتانیا پایگاه هواگردهای دریایی لوفت‌وافه در هورنوم در جزیره کم‌جمعیت زیلت را بمباران کردند. با وجود ادعای خدمه در مورد اصابت قرار دادن چندین نقطه از تأسیسات، یک عملیات شناسایی عکس‌برداری متعاقب نشان‌گر هیچ خسارت جدی در نتیجه این حمله نبود. در چند هفته آتی الگوی حملات تغییری نکرد. در نهایت در پی بمباران روتردام در هلنددر میانه ماه مه توسط لوفت‌وافه، بریتانیایی‌ها نیز به دستور روز ۱۵ مه وینستون چرچیل، نخست‌وزیر این کشور دست از اجتناب از آسیب رساندن به غیرنظامیان آلمانی در حملات هوایی خود کشیدند.
چرچیل در این هنگام معتقد بود کشورش از نیروی زمینی مناسبی جهت غلبه بر قدرت نظامی آلمان برخوردار نیست و محاصره اقتصادی علیه این کشور نیز شکست خورده‌است. از این رو به پندار او تنها اقدامی که می‌توانست آلمان را به زیر بکشد بمباران‌های «تخریب‌کننده و نابودگر» در سرزمین اصلی آن با بمب‌افکن‌های سنگین بود. بدین شکل، همان شب ۹۹ بمب‌افکن بریتانیایی راهی هدف گرفتن تأسیسات نفتی و راه‌آهن در ناحیه رور شدند تا بمباران راهبردی آلمان توسط متفقین رسماً آغاز شود. درحالی‌که با وجود خوشبینی ابراز شده از جانب فرماندهی نیروی بمب‌افکن‌های بریتانیا، بمباران‌های راهبردی هنوز سال‌ها با تصوری که چرچیل از آن‌ها داشت، فاصله داشتند. این گونه بمباران‌ها گونه کاملاً جدیدی در رزم نوین بدون دکترین عملیاتی و فناوری لازم جهت پشتیبانی کامل از آن‌ها بودند. بمب‌افکن‌های بریتانیایی در آن زمان به ناوبری رادیویی و رادار مجهز نبودند و ابزار هدف‌گیری استانداری نداشتند. این بمب‌افکن‌ها در عملیات‌های شبانه مسیر خود را به درون اراضی آلمان را با ستارگان و اهدافشان را با نور ماه می‌یافتند. شرایط مناسب جوی هم لازمه این روش بود که البته به نفع اقدامات مقابله‌ای آلمانی‌ها نیز تمام می‌شد. آتشبارهای سنگین ضدهوایی آلمان در ارتفاع کمتر از سه هزار متر و آتشبارهای سبک خودکار ۳۷ و ۲۰ میلی‌متری آن در ارتفاع‌های پایین تأثیر بالایی علیه هواگردهای دشمن به نمایش گذاشتند. بمب‌افکن‌های بریتانیایی برای در امان ماندن از آتش این تسلیحات اقدام به پرواز در ارتفاع‌های بسیار بالا، حرکات زیگ‌زاگ یا عمل در شب‌های غیر مهتابی می‌کردند. درنتیجه این بمباران‌ها به اندازه‌ای بدون دقت صورت می‌گرفت که آلمانی‌ها را در شناسایی اهداف مورد نظر بریتانیایی‌ها به زحمت می‌انداخت.
در چهار ماهه نخست تهاجم هوایی علیه آلمان، نیروی هوایی بریتانیا ۴۰۰۰ سورتی اجرا کرد که در جریان آن ۱۶۳ هواگرد خود را از دست داد. تا این زمان توپ‌های ضدهوایی سنگین آلمان به حدود ۴۵۰ عدد رسیده بود. بریتانیا تا سال ۱۹۴۱، هر شب می‌توانست تنها نزدیک به ۴۰۰ بمب‌افکن به منظور عملیات فراهم کند که بسیار کمتر از توان آلمان بود. با وجود بدون تأثیر بودن یا اثر ناچیز این بمباران‌ها بر روحیه آلمانی‌ها یا بر ظرفیت تولید تسلیحات آن‌ها و با مشاهده اثر مشابه بمباران‌های دشمن بر خود، رهبران بریتانیا همچنان بر نقش تعیین‌کننده آن اصرار داشتند. در نهایت با آغاز یورش آلمان به شوروی در جریان عملیات بارباروسا، بریتانیا دیگر نمی‌توانست بی تأثیر بودن کارزار بمباران‌های خود را انکار کند. به شکلی که آمار ارائه شده توسط سخنگوی دولت این کشور نشان‌گر نرسیدن ۸۰ درصد از این بمب‌افکن‌ها به منطقه‌ای به مساحت ۲۰۰ کیلومتر مربعی حول هدف مورد نظر بود. این بمب‌افکن‌ها بمب‌های خود در مزارع و جنگل‌ها فرومی‌ریختند. همان تعداد اندکی نیز که به آن مساحت بسیار بزرگ حول هدف می‌رسیدند نیز خطای زیادی در اصابت داشتند. بدین ترتیب با وجود این که بریتانیا این روش را تنها راه واکنش به آلمان می‌دید، نتایج حملات به سختی توجیه کننده اقدام به آن بودند. در ده تهاجم هوایی که بین ماه‌های ژوئن تا نوامبر سال ۱۹۴۱ علیه برلین صورت گرفت تنها ۱۳۳ آلمانی کشته شدند؛ درحالیکه این عدد در تلفات خدمه بمب‌افکن‌های بریتانیایی تقریباً به سه برابر می‌رسید. در مجموع در این سال بیش از هزار خدمه بمب‌افکن‌های بریتانیایی در عملیات‌های بمباران علیه آلمان جان خود را از دست دادند که در مقایسه با سال قبل از آن دو برابر شده بود. تهدید بمب‌افکن‌های بریتانیایی تا اوایل سال ۱۹۴۲ به اندازه‌ای برای آلمانی‌ها پایین بود که لوفت‌وافه تنها دو جناح شکاری برای محافظت از حریم هوایی تمامی اروپای غربی به کار گرفته بودند. بدین ترتیب چرچیل هم که طرح‌های بلندپروازانه‌ای بدین منظور داشت، شروع به تعدیل نظرات خود کرد.

## شوروی علیه آلمان
پس از آن که نخستین حملات هوایی آلمان به مسکو در ماه ژوئیه سال ۱۹۴۱ صورت گرفت، سپهبد سیمیون ژاورونکوف، فرمانده نیروی هوانوردی دریایی شوروی، تصمیم به اجرای حملات تلافی‌جویانه هوایی علیه برلین گرفت. با وجود آگاهی از خسارت مادی حداقلی چنین حملاتی، این طرح ضربه زدن به حیثیت آلمان و تقویت روحیه نیروهای شوروی با کشیدن جنگ به داخل خاک دشمن را دنبال می‌کرد. با توجه به پیشروی عمیق ورماخت تا بدین زمان در خاک شوروی، تنها نقطه‌ای که امکان دسترسی شوروی به برلین را می‌داد یک پایگاه هوایی در جزیره سارمنا در استونی در دریای بالتیک بود. نخستین حمله روز ۷ اوت سال ۱۹۴۱ با ۱۵ بمب‌افکن دی‌بی-۳تی انجام شد. طبق پیش‌بینی آسیب وارد آمده تا حدود زیادی ناچیز بود. به هر صورت هواگردها اهداف خود را مورد اصابت قرار دادند و همگی به پایگاه بازگشتند. دفاع هوایی برلین در جریان این حمله کاملاً غافلگیر شد؛ چرا که دیده‌بانی آن غالباً به سمت غرب متمرکز بود. شوروی شب روز بعد ۸ اوت حمله هوایی دیگری به برلین ترتیب داد و ۷۲ بمب و ۲۵۰۰ برگه تبلیغات بر آن ریخت. این بار یک هواگرد شوروی از دست رفت. پیش از تهاجم آلمانی‌ها به جزیره سارمنا ۷ حمله هوایی دیگر نیز علیه برلین صورت گرفت. شوروی در مجموع ۵۴ سورتی علیه این شهر به انجام رساند که در جریان آن ۲۰ هواگرد آن ساقط شدند.